# Павле Бранович
Па́вле Бра́нович — великий жупан Сербии (917—921) из династии Властимировичей; сын Брана, брата Первослава.

## Биография
В начале своего правления Павле Бранович находился в вассальной зависимости от Болгарии. Внук Мутимира Захарий Первославлевич, пользовавшийся поддержкой византийского императора Романа I Лакапина, предпринял попытку свергнуть Павле Брановича, но потерпел поражений и был пленён. Павле Бранович отправил его в Болгарию.
В то же время Византия продолжила попытки склонить сербов на свою сторону в борьбе с болгарами. Спустя некоторое время, Павле Бранович заявил о неподчинении Болгарии и выразил поддержку Константинополю. Болгарский царь Симеон I отправил Захария Первославлевича с войском в поход на Сербию. В битве Павле Бранович был разбит и свергнут, а править Сербией стал болгарский ставленник Захарий Первославлевич.